# Liga Superior de Baloncesto de Cuba
La Liga Superior de Baloncesto de Cuba es la liga amateur de primera división de baloncesto en Cuba. El Ciego de Ávila es el actual campeón de la liga.

## Historia
La Liga Superior de Baloncesto de Cuba fue fundada en 1993, disputando su temporada inaugural ese mismo año donde los Orientales se coronaron como los primeros campeones de la división. Desde el inicio de la liga hasta el año 2007, la liga utilizó el sistema todos contra todos para definir el campeón de la liga de tal forma que solo se disputaba una fase en la que los equipos disputaban 20 partidos cada uno, proclamando campeón al club con mejor récord. Desde la temporada 2007-2008, la liga decidió implementar el sistema de play-off donde se disputa la semifinal y la final.

## Participantes 2016
| Equipo                    | Ciudad                |
| ------------------------- | --------------------- |
| Artemisa                  | Provincia de Artemisa |
| Búfalos de Ciego de Ávila | Ciego de Ávila        |
| Tigres de Camagüey        | Camagüey              |
| Capitalinos de La Habana  | La Habana             |
| Guantánamo                | Guantánamo            |
| Las Tunas                 | Las Tunas             |
| Pinar del Río             | Pinar del Río         |
| Santiago de Cuba          | Santiago de Cuba      |

## Campeones
| Año     | Campeón                  |
| ------- | ------------------------ |
| 1993    | Orientales               |
| 1994    | Capitalinos de La Habana |
| 1995    | Capitalinos de La Habana |
| 1996    | Capitalinos de La Habana |
| 1997    | Capitalinos de La Habana |
| 1998    | Capitalinos de La Habana |
| 1999    | Orientales               |
| 2000    | Orientales               |
| 2001    | Centrales                |
| 2002    | Centrales                |
| 2003    | Centrales                |
| 2004-05 | Ciego de Ávila           |
| 2005-06 | Ciego de Ávila           |
| 2006-07 | Ciego de Ávila           |
| 2007-08 | Ciego de Ávila           |
| 2008-09 | Ciego de Ávila           |
| 2009-10 | Capitalinos de La Habana |
| 2010-11 | No hubo                  |
| 2011-12 | Ciego de Ávila           |
| 2012-13 | Ciego de Ávila           |
| 2013    | Ciego de Ávila           |
| 2014    | No hubo                  |
| 2015    | Capitalinos de La Habana |
| 2016    | Ciego de Ávila           |